# Kráľovský Chlmec
Kráľovský Chlmec (Hongaars:Királyhelmec) is een Slowaakse gemeente en stad in de regio Košice, en maakt deel uit van het district Trebišov.
Kráľovský Chlmec telt 7966 inwoners. Hiervan zijn de Hongaren met 73% de belangrijkste bevolkingsgroep, gevolgd door de Slowaken met een aandeel 19% van de bevolking.
Tot 1920 behoorde de stad tot Oostenrijk-Hongarije. Daarna was ze onderdeel van Tsjecho-Slowakije en tussen 1938 en 1944 weer van Hongarije. Na afloop van de Tweede Wereldoorlog kwam de stad definitief in Tsjechoslowaakse handen. In 1993 werd Slowakije zelfstandig en sindsdien behoort de stad tot deze jonge republiek.
Tot 1960 was de stad de hoofdstad van het gelijknamige district. Dit district werd daarna toegevoegd aan het district Trebisov. Hiermee verdween het in meerderheid Hongaarse district van de kaart en ging op in een door Slowaken gedomineerd district.

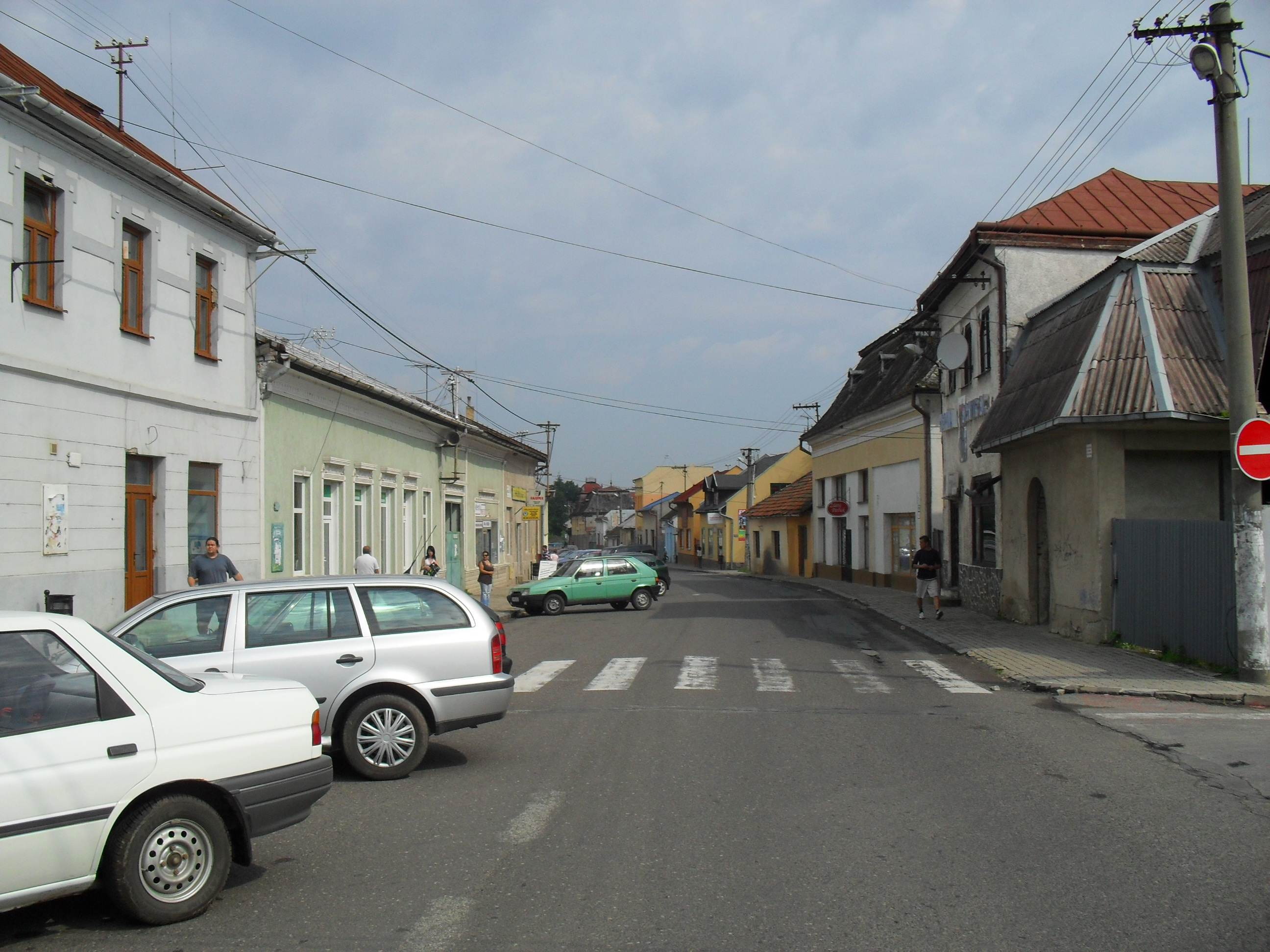
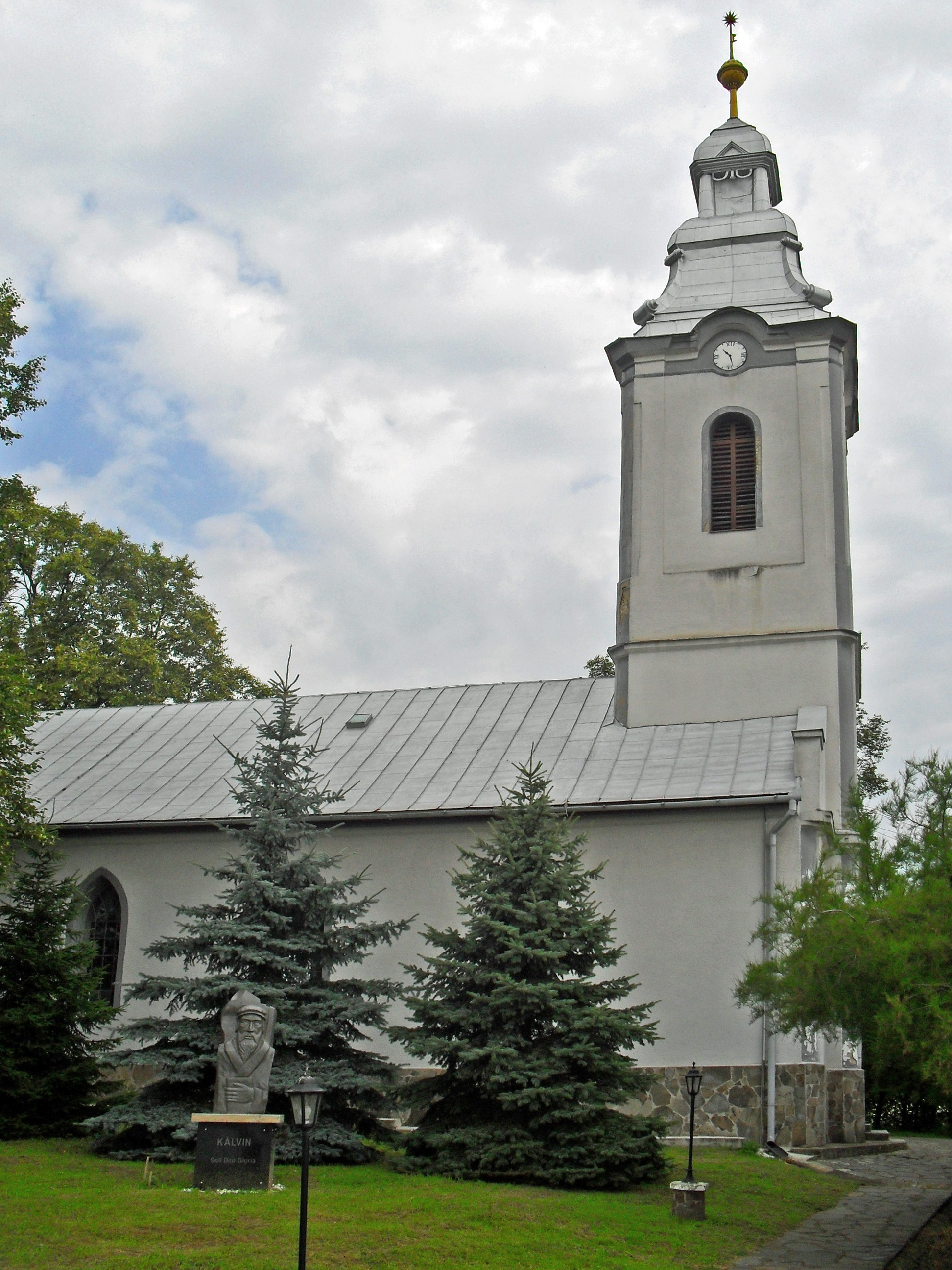
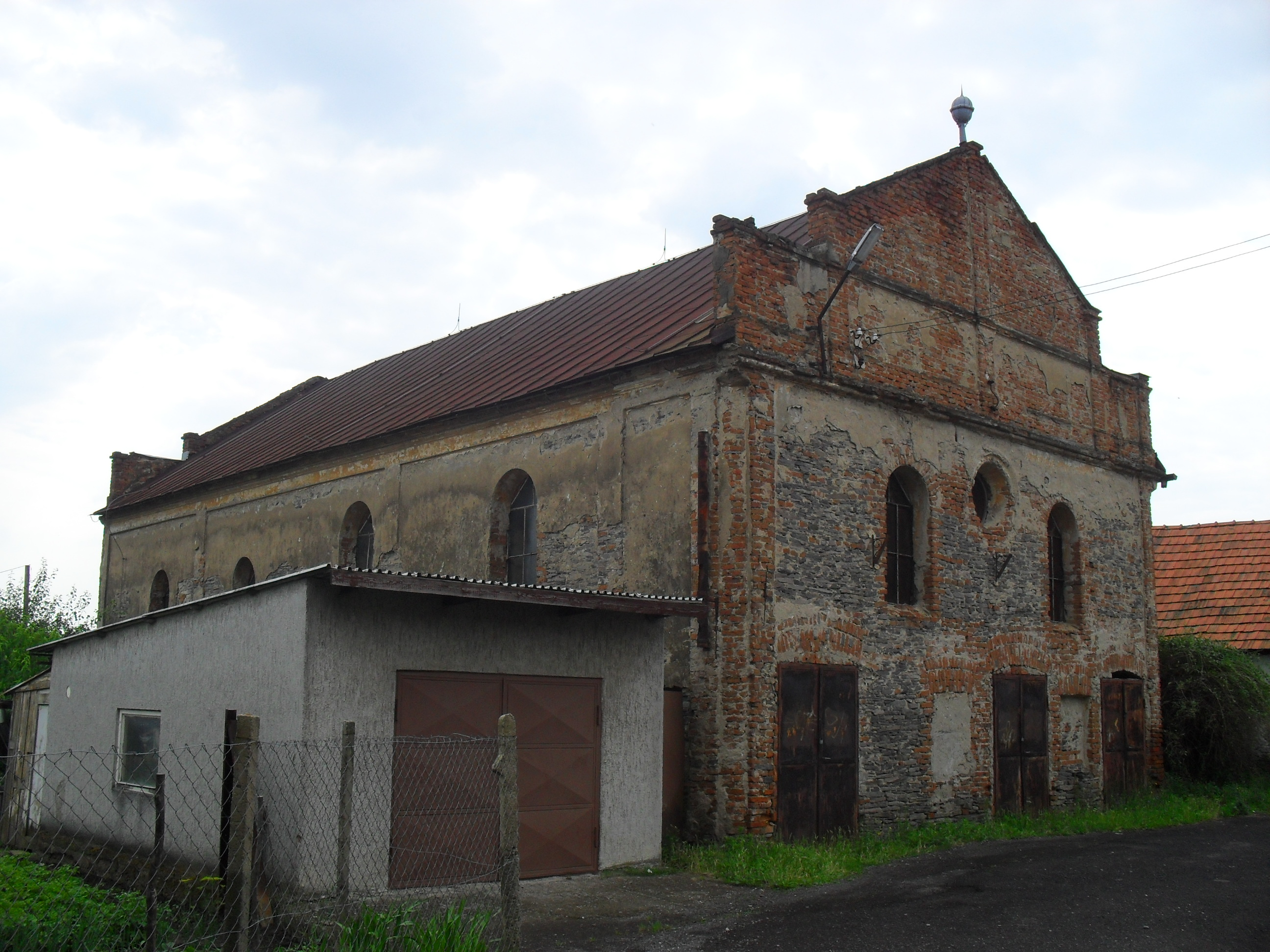
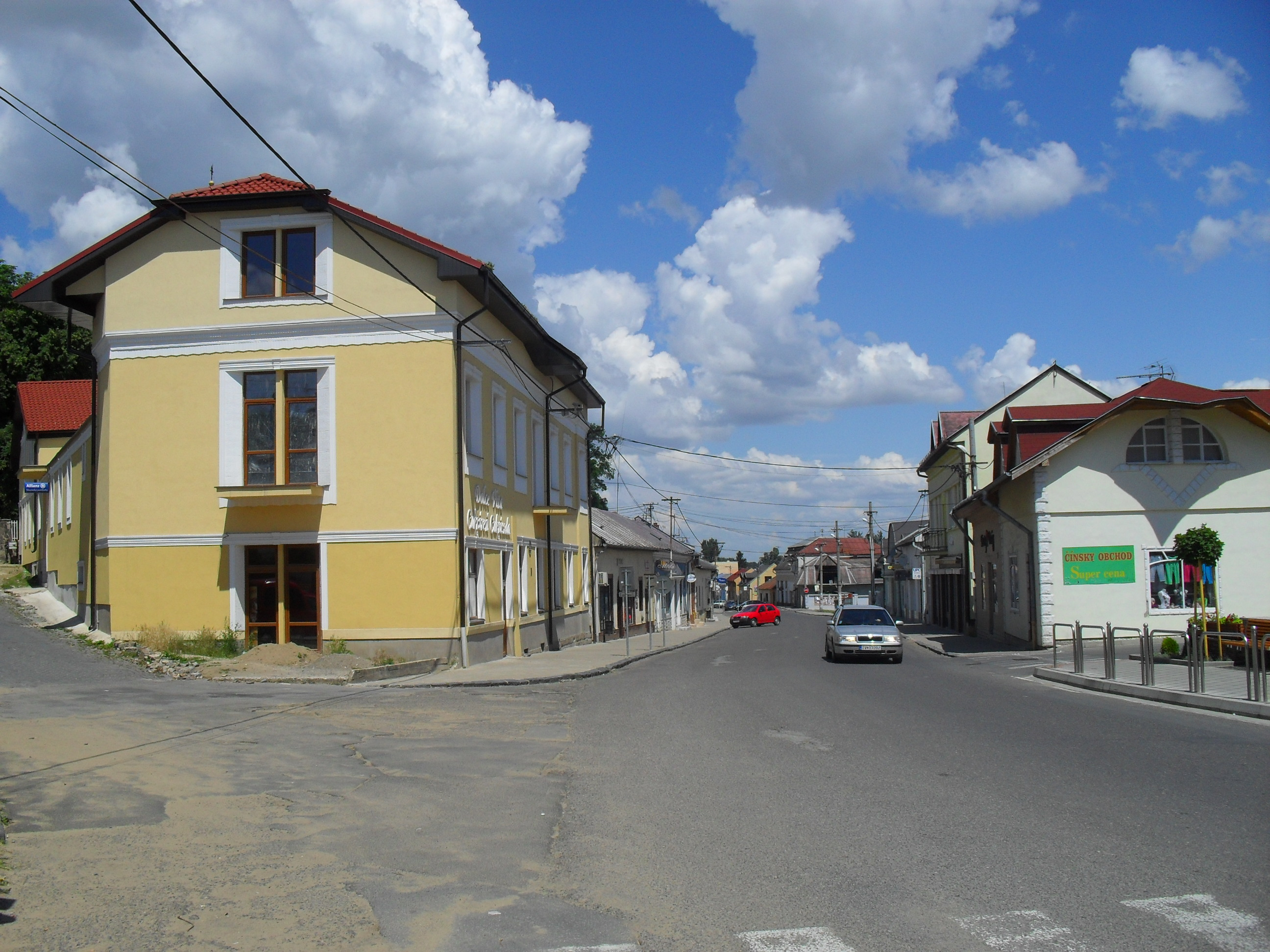